# 스즈키 유미
스즈키 유미(일본어: 鈴木 夕湖, すずき ゆうみ, 1991년 5월 24일~)는 일본의 컬링 선수이다. 2018년 동계 올림픽에서 동메달을 획득한 일본 대표팀의 일원이다. 현재 함께 로코 솔라레 소속으로 활동하고 있다.